# Kreissparkasse Grafschaft Bentheim zu Nordhorn
Die Kreissparkasse Grafschaft Bentheim zu Nordhorn belegt unter den 46 niedersächsischen Sparkassen den 21. Rang. Sie ist eine öffentlich-rechtliche Sparkasse mit Sitz in Nordhorn in Niedersachsen. Ihr Geschäftsgebiet ist der Landkreis Grafschaft Bentheim.
Die Kreissparkasse Grafschaft Bentheim zu Nordhorn wies im Geschäftsjahr 2023 eine Bilanzsumme von 2,467 Mrd. Euro aus und verfügte über Kundeneinlagen von 1,773 Mrd. Euro. Gemäß der Sparkassenrangliste 2023 liegt sie nach Bilanzsumme auf Rang 201. Sie unterhält 18 Filialen/Selbstbedienungsstandorte und beschäftigt 396 Mitarbeiter. Von den 396 Mitarbeitern sind 40 Auszubildende.

## Organisationsstruktur
Die Kreissparkasse ist eine Anstalt des öffentlichen Rechts. Rechtsgrundlagen sind das Niedersächsische Sparkassengesetz und die durch den Landkreis Grafschaft Bentheim als Träger der Sparkasse erlassene Satzung. Organe der Sparkasse sind der Vorstand und der Verwaltungsrat.

## Sparkassen-Finanzgruppe
Die Kreissparkasse Grafschaft Bentheim zu Nordhorn ist Teil der Sparkassen-Finanzgruppe und gehört damit auch ihrem Haftungsverbund an. Er sichert den Bestand der Institute und sorgt dafür, dass sie auch im Fall der Insolvenz einzelner Sparkassen alle Verbindlichkeiten erfüllen können. Die Sparkasse vermittelt Bausparverträge der regionalen Landesbausparkasse, offene Investmentfonds der Deka und Versicherungen der VGH Versicherungen. Im Bereich des Leasing arbeitet die Kreissparkasse Grafschaft Bentheim zu Nordhorn mit der  Deutschen Leasing zusammen. Die Funktion der Sparkassenzentralbank nimmt die Nord/LB wahr.

## Gesellschaftliches Engagement
Als heimisches Geldinstitut fördert die Kreissparkasse seit vielen Jahren Bildung, Kultur und Umwelt in der Grafschaft Bentheim. Darüber hinaus zählt neben dem Spitzen- und Nachwuchssport auch der Vereins-Breitensport zum Kern des gesellschaftlichen Engagements. Außerdem gründete die Kreissparkasse Nordhorn im Jahr 1995 die Grafschafter Sparkassenstiftung. Sie ist Ausdruck des öffentlichen Engagements der Kreissparkasse und sorgt mit ihren Spenden dafür, dass die Lebensqualität und die Attraktivität in der Region verbessert werden. Folgende Projekte wurden beispielhaft durch die Kreissparkasse und Grafschafter Sparkassenstiftung gefördert oder umgesetzt:
- Fotopreis (Einstellung im Jahr 2020)[4]
- Nachwuchsförderung[5]
- Einheitliche T-Shirts für alle Erstklässler[6]
- Schüler entdecken Robotertechnik im Digitalstudio[7]
- Jahrbuch des Heimatvereins[8]
- Spezialmaschine für die Landschaftspflege im Naturschutzgebiet Syen-Venn[9]
- Ortseingangsschilder in Hoch- und Plattdeutsch[10]
- Neuenhauser Kulturpass[11]
- Neues Planetarium in der Sternwarte Neuenhaus[12]

## Geschichte
1869 ist das Gründungsjahr des ältesten Vorgängerinstituts, der Amtssparkasse Neuenhaus, die gut sechs Jahrzehnte später mit den Sparkassen aus Bentheim, Nordhorn und Schüttorf zur Kreissparkasse zusammengeführt wurde.
Am 30. Oktober 1869 beschloss die Neuenhauser Amtsversammlung die Gründung einer Sparkasse für den Amtsbezirk Neuenhaus, die am 1. März 1870 ihre Tätigkeit aufnahm. Zum Vorsitzenden wurde der Amtshauptmann Lindemann gewählt. Am 30. März 1871 beschloss die Bentheimer Amtsversammlung die Gründung einer „Sparcasse und Credit-Casse“ für den Amtsbezirk Bentheim. Die „Sparkasse des Amts Bentheim“ nahm am 1. Januar 1873 ihre Tätigkeit in der Hauptrendantur Bentheim und den Nebenrendanturen Schüttorf und Gildehaus auf. Am 2. April 1921 genehmigte der Oberpräsident in Hannover die Errichtung der Sparkasse der Stadt Nordhorn, die am 1. Juli 1921 eröffnet wurde. Am 18. August 1932 beschloss der Landkreis Grafschaft Bentheim den Zusammenschluss der Amtssparkassen Bentheim und Neuenhaus zu einer Kreissparkasse mit Sitz in Bentheim. Wenige Monate später, am 30. November 1932, verabschiedet der Kreisausschuss die erste Satzung der „Kreissparkasse des Kreises Grafschaft Bentheim“. Am 12. Juni 1933 beschloss das Preußische Staatsministerium, die Amtssparkassen in Neuenhaus und Bentheim sowie die Städtische Sparkasse in Nordhorn aufzulösen und aus diesen bisher selbstständigen Sparkassen eine Kreissparkasse mit Niederlassungen in Nordhorn, Neuenhaus und Bentheim zu bilden. Mit der Überführung der Stadtsparkasse Schüttorf in die Kreissparkasse am 1. Oktober 1933 waren alle Sparkassen der Grafschaft Bentheim zusammengeschlossen. Am 31. Januar 1946 ordnete die damalige britische Militärregierung unter anderem an, den Hauptsitz der Kreissparkasse von Bentheim nach Nordhorn zu verlegen. Mit Wirkung vom 1. Januar 1963 erließ der Landkreis als Träger der Sparkasse eine Sparkassensatzung, in der auch der neue Name des Institutes festgelegt wurde: „Kreissparkasse Grafschaft Bentheim zu Nordhorn“.
Die Kreissparkasse Grafschaft Bentheim zu Nordhorn hat 1995 die „Grafschafter Sparkassenstiftung“ ins Leben gerufen. Im März 2003 wurde die Sparkasse wegen fehlerhafter Beratung im Zusammenhang mit Devisengeschäften vom Landgericht Osnabrück zur Zahlung von rd. 762.000 € Schadensersatz verurteilt. In der Berufung vor dem Oberlandesgericht Oldenburg wurde der Prozess jedoch mit einem Vergleich abgeschlossen.